# Abliva
Abliva AB är svenskt läkemedelsbolag i Lund.
Abliva utvecklar mediciner för att behandla mitokondriella sjukdomar. 
Bolagets huvudkandidat utvecklas för behandling av primär mitokondriell sjukdom hos vuxna. Kandidaten är en modulator av centrala koenzymer i cellens energiomsättning.
Abliva ökade sitt aktiekapital 2022 med 150 miljoner kronor genom en riktad emission till institutionella investerare samt 50 miljoner kronor i en riktad företrädesemission.